# Cainiella
Cainiella — рід грибів родини Sydowiellaceae. Назва вперше опублікована 1957 року.

## Класифікація
До роду Cainiella відносять 2 види:
- Cainiella borealis
- Cainiella johansonii